# Ngaben

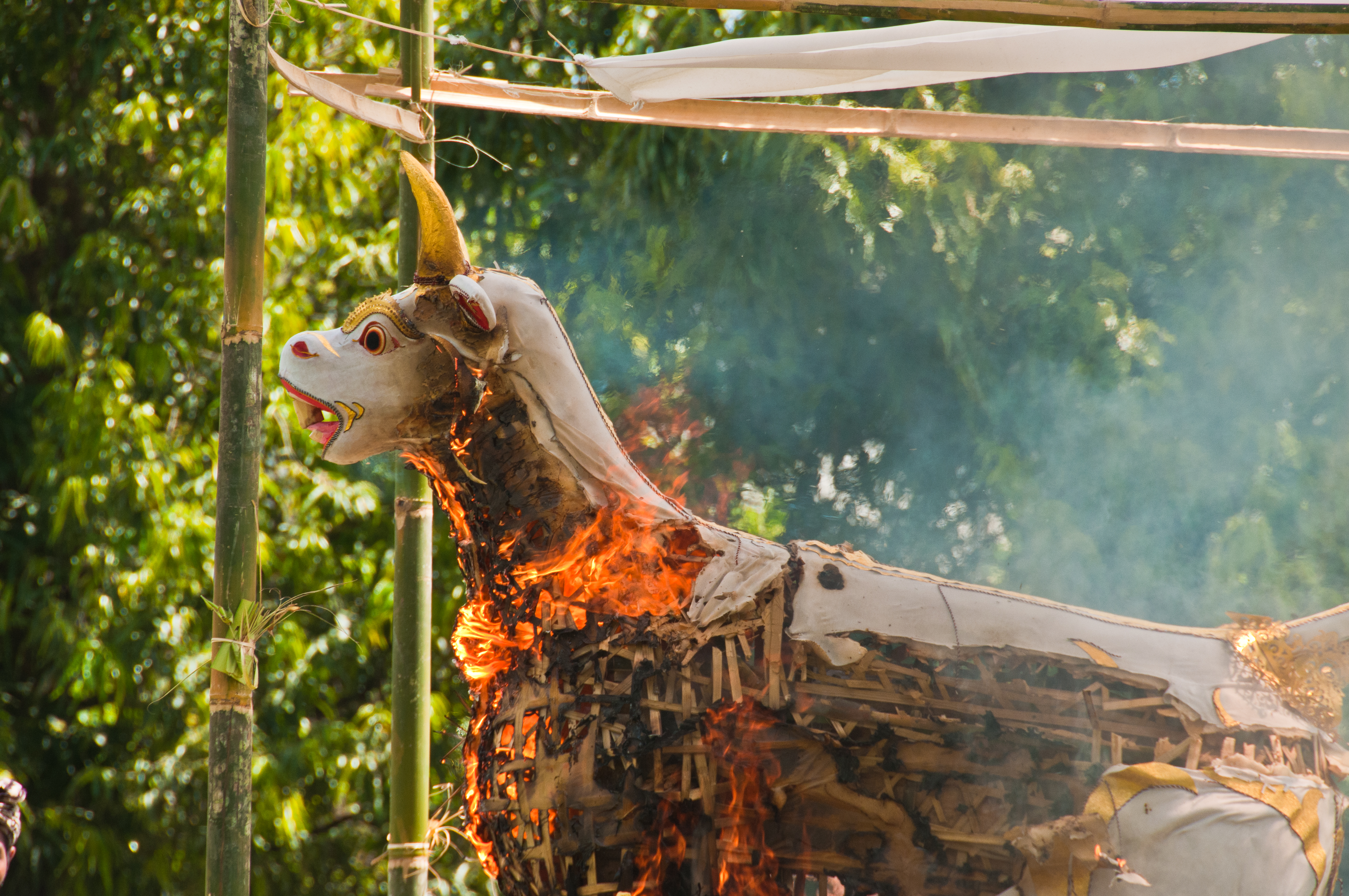
Ngaben Lembu

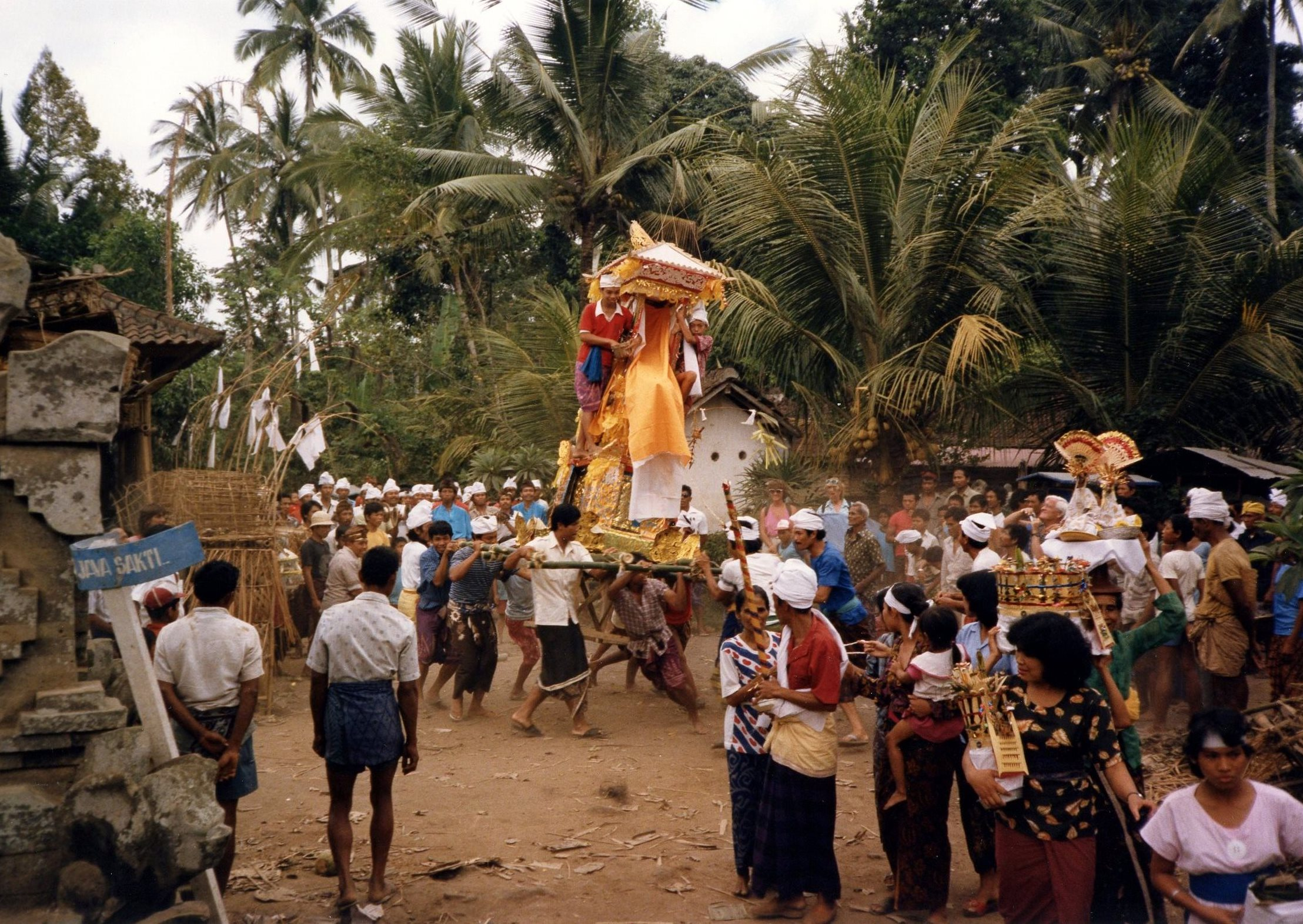

Ngaben (indonesisch), auch pelebon oder pitra yadyna, ist die Einäscherungszeremonie im balinesischen Hinduismus. Es gibt fünf verschiedene Formen von Bestattungen auf Bali.

## Formen

### Ngaben Sawa Wedana
Bei Ngaben Sawa Wedana wird der unversehrte Leichnam drei bis sieben Tage nach dem Tod der Person eingeäschert. Während der Vorbereitungen für die Zeremonie wird der Tote in einer traditionellen Halle aufgebahrt. In dieser Zeit wird der Leichnam so behandelt, als lebte der Tote noch und schliefe nur für eine lange Zeit. Deshalb gibt die Familie dem Toten noch Kaffee, Essen oder Kleidung.

### Ngaben Asti Wedana
Bei dieser Zeremonie wurde der Leichnam bereits einmal beerdigt. Aus dem Grab werden die verbleibenden Knochen der Person entnommen und diese werden in dem Ritual eingeäschert.

### Swasta
Swasta ist eine Einäscherungszeremonie, bei der weder der Leichnam noch die Knochen vorhanden sind. Dies kann daran liegen, dass die Person im Ausland gestorben ist oder der Leichnam nicht gefunden wurde. Bei der Zeremonie wird die Person mit Gegenständen symbolisiert.

### Ngelungah
Ngelungah ist eine Einäscherungszeremonie für Kinder, die noch keine Zähne verloren haben. Diese Kinder sind meistens bei oder wenige Wochen nach der Geburt gestorben. Die Zeremonie wird von ca. 350 Familien zusammen abgehalten.

### Warak Krukon
Warak Krukon ist eine Einäscherungszeremonie für Kinder, die während der Schwangerschaft gestorben sind.

## Masseneinäscherungszeremonie

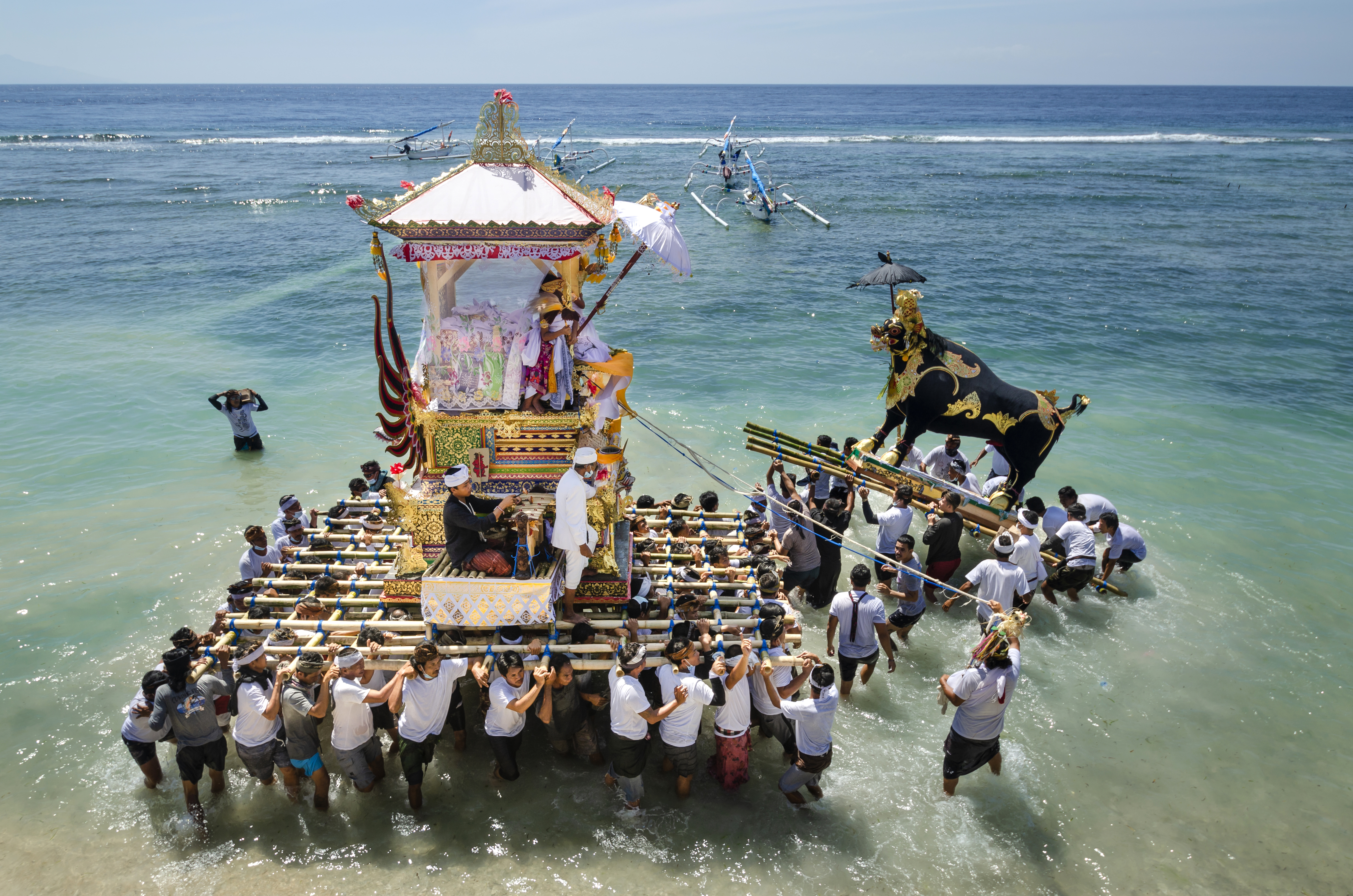
Zeremonie einer Masseneinäscherung, bei der eine tempelförmige Bambuskonstruktion (wadah) herumgetragen und später verbrannt wird. Nusa Penida, 2021

Eine Masseneinäscherungszeremonie ist eine Zeremonie, bei der mehr als eine Person eingeäschert wird. Es kann eine Familie, ein ganzes Dorf oder eine noch größere Anzahl von Menschen sein. Die Zeremonie ist vorteilhafter für Familien, da diese mit anderen Familien zusammen vorbereitet wird und die Kosten geteilt werden.

## Bedeutung
Indem man die Leiche oder symbolisch Gegenstände des Verstorbenen verbrennt und danach die Asche in einen Fluss oder ins Meer wirft, möchte man die Geister aus der Menschenwelt befreien und an ihren ursprünglichen Ort zurückbringen. Somit können sich die Geister leichter mit Gott vereinen und stören nicht in der Menschenwelt. Für Familien ist die Zeremonie ein Zeichen dafür, dass sie aufrichtig und bereit sind den Verstorbenen zu verlassen. Darüber hinaus kann durch die Zeremonie die Übertragung von Krankheiten verhindert werden.